# Gorgol
Gorgol (arabisk: ولاية كركول) er en region i den sydlige del af Mauretanien. Den grænser til Senegal i sydvest, hvor grænsen dannes af Senegalfloden og i sydøst grænser Gogol til regionen Guidimaka; Mod nord grænser den til regionerne Brakna og Assaba. Gorgol er inddelt i følgende departementer (moughataa):
| Departementer ("moughataa") | Indbyggertal (2000) | Kommuner (hovedstaden øverst) |
| --------------------------- | ------------------- | --- |
| Kaédi                       | 86.836              | - Kaédi - Néré Walo, 8.024 indbyggere - Ganki, 4.902 indbyggere - Djewol, 11.532 indbyggere - Lexeiba, 14.908 indbyggere - Tokomadji, 6.184 indbyggere - Toufndé Civé, 7.059 indbyggere                                                            |
| Maghama                     | 45.501              | - Maghama - Daw, 5.199 indbyggere - Dolol Civé, 3.318 indbyggere - Beilouguet Litame, 2.366 indbyggere - Vréa Litama, 2.319 indbyggere - Toulel, 6.094 indbyggere - Sangué, 6.005 indbyggere - Wali Djantang, 8.833 indbyggere                     |
| M'Boud (eller M'Bout)       | 45.501              | - M'Boud - Tikobra, 8.744 indbyggere - Terguent Ehl Moulaye Ely, 8.294 indbyggere - Edbaye Ehl Guelae, 6.420 indbyggere - Foum Gleita, 10.220 indbyggere - Chelkhet Tiyab, 15.700 indbyggere - Lahrach, 6.174 indbyggere - Souve, 6.622 indbyggere |
| Mounguel (eller Monguel)    | 32.558              | - Mounguel - Bathet Moit, 5.415 indbyggere - Bakhel, 7.677 indbyggere - Melzem Teichet, 5.515 indbyggere - Azgueilem Tiyab, 9.056 indbyggere |

## Eksterne kilder og henvisninger
- Statistik for Gorgol

- Wikimedia Commons har flere filer relateret til Gorgol

16°03′N 12°49′V / 16.050°N 12.817°V
|  | Infoboks uden skabelon Denne artikel har en infoboks dannet af en tabel eller tilsvarende. |